# Aphelium

Schemat orbity heliocentrycznej: 1 – aphelium, 2 – peryhelium, 3 – Słońce

Aphelium (polska nazwa – punkt odsłoneczny; zlatynizowany wyraz pochodzenia greckiego, od gr. apo – „od” i helios – „słońce”) – punkt na orbicie ciała niebieskiego krążącego wokół Słońca, znajdujący się w miejscu największego oddalenia (apocentrum) tego ciała od Słońca. Aphelium posiadają orbity okołosłoneczne ciał poruszających się po orbitach eliptycznych (nie kołowych), jak planety, planetoidy czy komety.
Punktem orbity przeciwnym do aphelium jest peryhelium.
Analogiczny punkt na eliptycznej orbicie wokółziemskiej to apogeum (punkt odziemski).
Termin ten występuje również w formie afelium; takie określenie obecne jest też w publikacjach Jana Flisa.

## Ziemia

Schemat położenia i oświetlenia Ziemi w peryhelium i aphelium

W czasie, kiedy Ziemia jest w aphelium (ok. 4 lipca) znajduje się ona w odległości 152,1 mln km (1,017 au) od Słońca. Spośród ponumerowanych planetoid najmniejszą odległość aphelium od Słońca (0,804 au) ma 2008 EA32 z grupy Atiry.
Daty i godziny przejścia Ziemi przez punkt aphelium podane są w artykule Apsyda (astronomia), w sekcji Apsydy orbity Ziemi.